# Lampada al plasma

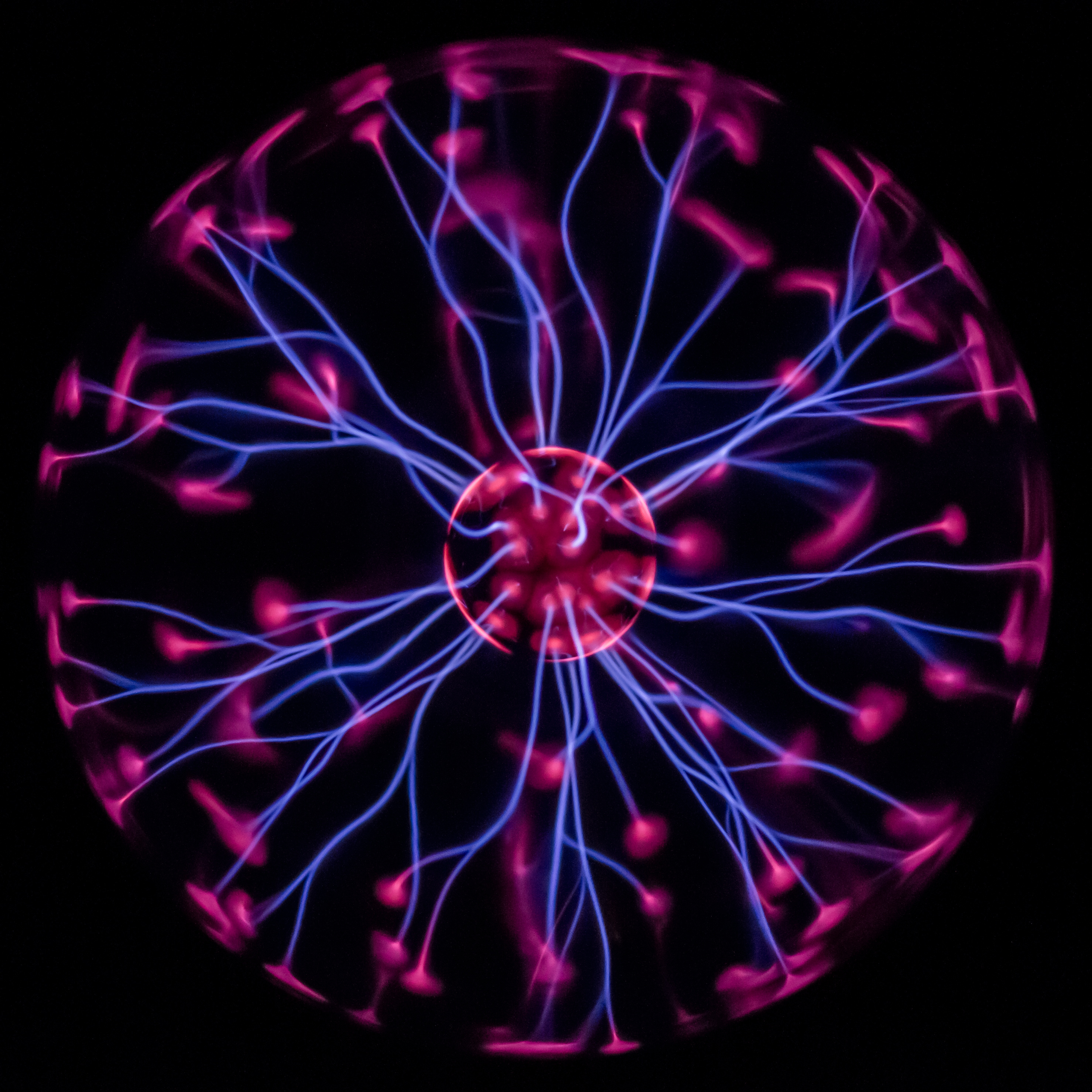
Vista dall'alto di una sfera al plasma

La lampada al plasma (detta anche globo, cupola o più comunemente sfera al plasma) è un particolare dispositivo elettrico luminoso, che si diffuse commercialmente soprattutto intorno agli anni ottanta del XX secolo, essenzialmente per scopi scientifico-didattici o estetico-decorativi. Essa è costituita da un bulbo, di solito una sfera di sottile vetro trasparente (circa 25 cm di diametro), nel quale sono presenti dei gas inerti a bassa pressione (200-500 Pa), quindi un grande elettrodo ad alta tensione elettrica al suo centro. All'accensione del dispositivo, l'elevato campo elettrico, combinato alla bassa pressione dei gas inerti, riesce a far sprigionare dei suggestivi filamenti – o scariche luminose – discretamente lunghe, generalmente di colore viola-blu, costituiti principalmente da plasma, ovvero da gas ionizzato, i quali si andranno a scontrare sulla parete interna del vetro.

## Storia
Il primo dispositivo elettrico simile comparve per la prima volta intorno al 1890 grazie a Nikola Tesla, nel corso delle sue sperimentazioni sulle correnti elettriche ad alta frequenza nei tubi a vuoto in vetro, finalizzate allo studio di fenomeni con alte tensioni elettriche, e che chiamò genericamente "tubi a scarica di gas inerte". Nel brevetto USA 0514170 ("Luce Incandescente Elettrica", 6 febbraio 1894), Tesla descriverà una lampada ad alta intensità di scarica, utilizzando il bulbo di vetro con l'elemento conduttivo sospeso ed eccitato ad alta tensione grazie alla bobina che porta il suo nome, e creando così l'emanazione a scarica elettrica diffusa. Egli ottenne il brevetto esclusivamente su una particolare forma di lampada la cui luce è emanata da un piccolo corpo o bottone di materiale refrattario, e supportato da un conduttore o ricevitore contenuto in un globo sottovuoto spinto.
L'odierno dispositivo fu invece perfezionato soltanto nel 1970 dallo studente Bill Parker, presso il Massachusetts Institute of Technology degli Stati Uniti, quindi destinato principalmente a scopi didattici ed estetici, attraverso l'attuale moderno design che troviamo oggi in commercio presso i laboratori e/o negozi di giochi educativi e scientifici specializzati.

## Funzionamento
Le lampade decorative al plasma sono disponibili in diverse forme, ad esempio cilindriche o, molto più spesso, sferiche, di solito costituite da vetro sottile e trasparente, con un elettrodo a sua volta sferico al centro, il tutto posto su una stabile base di supporto isolata elettricamente dal suolo, di solito in semplice plastica.
La tecnologia necessaria per creare la mistura di gas usata nelle sfere al plasma odierne, principalmente una combinazione di gas nobili di alta purezza, solitamente argon, ma anche xeno, kripton o neon, non era pressoché accessibile ai tempi di Tesla. Queste misture di gas, le forme del vetro ed i circuiti elettronici integrati di pilotaggio dell'elettrodo centrale furono tutti ideati, brevettati e perfezionati dallo stesso Bill Parker, negli anni ottanta e nei successivi anni novanta del XX secolo.
L'elettrodo al centro della sfera è, a sua volta, una piccola sfera in lega di acciaio e di grafite, per resistere alla temperatura in aumento durante la generazione del campo elettrico. Esso è a sua volta connesso al finale di un piccolo circuito elettronico oscillante, solitamente a onda quadra alternata dimensionato per generare una frequenza di circa 35 kHz ed una tensione elettrica di 12 V, innalzata da un piccolo trasformatore fino a circa 10 kV. Essendo l'intensità di corrente elettrica molto bassa (circa 3 mA), il rischio di una scossa elettrica nociva sarà minimo. 

L'alta tensione elettrica quindi, ionizza il gas inerte contenuto nel bulbo di vetro, per generare dei sottili archi voltaici costituiti principalmente da plasma (il quarto stato fisico della materia, in sintesi, del gas altamente ionizzato), il quale si manifesta attraverso suggestivi e sottili filamenti di scariche elettriche visibili e luminose. In prossimità dell'elettrodo sferico centrale invece, si manifesterà un sottile alone luminoso, causato principalmente da un fenomeno elettrico detto effetto corona (spesso volgarmente conosciuto anche in ottica e fotografia del passato come effetto Kirlian).
La tipica colorazione di luce viola-blu è dovuta principalmente alla presenza di argon, un gas nobile che, durante il ritorno in atomi elettricamente neutri rilascia radiazioni e bagliori proprio su questa specifica frequenza elettromagnetica dello spettro di luce visibile, oltre che una piccola parte di radiazione ultravioletta.
 
Verso l'esterno, le scariche elettriche si scontrano semplicemente sulla parete interna del vetro, essendo questa a potenziale elettrico nullo, oppure direttamente a massa/terra (sempre a potenziale elettrico nullo) se, ad esempio, si sfiora la sfera con altri oggetti collegati a massa o, ad esempio, con le dita della mano. In questo ultimo caso, una buona parte dell'energia delle scariche elettriche si concentreranno sulla via puntiforme e più breve verso la massa a terra, ed attraversando, quindi, tutto il corpo; come già detto, essendo l'intensità di corrente elettrica bassissima, questo non comporterà danni per la salute fisica.

Se invece si rompe la sfera di vetro, il suggestivo effetto delle scariche viola-blu non si manifesterà più, in quanto la pressione e i gas saranno semplicemente quelli atmosferici, ed il campo elettrico riuscirà a generare soltanto una scarica elettrica visibile bianco-gialla, ma solo a pochissimi millimetri dall'elettrodo centrale.

## Precauzioni
In prossimità della superficie sferica esterna del vetro, dopo qualche minuto di funzionamento si svilupperà una piccolissima percentuale di ozono, un gas relativamente nocivo per l'uomo. Occorre inoltre prestare attenzione ai dispositivi elettronici (cellulari, palmari, ecc.) che, venendo in contatto con la sfera, potrebbero essere danneggiati dalla stessa scarica elettrica, così come porre dei comuni e sottili oggetti metallici. È altresì importante, per chi possiede un pacemaker, non toccare il dispositivo, poiché potrebbe causare il danneggiamento dell'apparecchio medico.